# Susan Sullivan
Susan Michaela Sullivan (Nueva York, 18 de noviembre de 1942) es una actriz estadounidense.

## Biografía
Comenzó a actuar en los años sesenta junto a Dustin Hoffman en la obra Jimmy Shine, representada en Broadway. En 1969 firma un contrato con Universal Pictures para participar en varios espacios y series de televisión, como A World Apart (1970) o Another World (1971-1976), donde comenzó a despuntar su popularidad. Posteriormente aparecería junto a Charlton Heston en Midway (1976), junto a Bill Bixby en el episodio piloto de El increíble Hulk (1977) y junto a James Garner en The New Maverick (1978).
Uno de sus papeles más relevantes del momento fue el de Maggie Porter, en la segunda parte de la popular serie Hombre rico, hombre pobre (1977), que le valió una nominación para los Premios Emmy. Posteriormente vendrían Having Babies y la comedia de situación It's a Living (1980). 
En ese momento Sullivan era ya una actriz reputada y popular en el medio televisivo en Estados Unidos. Pero en 1981 le llega el papel que marcaría su carrera profesional, el de Maggie Hartford Gioberti Channing en el popular serial televisivo Falcon Crest. Sullivan interpretó el papel durante ocho años, entre 1981 y 1989, que le valió el reconocimiento a nivel internacional, ya que la serie traspasó las fronteras de Estados Unidos y se convirtió en un icono televisivo en decenas de países. En la serie Susan Sullivan interpretaba a la sufrida esposa de Chase Gioberti (Robert Foxworth) y en segundas nupcias de Richard Channing (David Selby), además de nuera de la malvada Angela Channing, interpretada por la veterana actriz Jane Wyman, con la que, por otro lado, forjó una sólida amistad en la vida real. 
Sullivan apareció en 207 de los 227 episodios que componen la serie, hasta que los guionistas decidieron que el personaje muriese en un accidente al quedar enganchado su anillo de boda en el desagüe del fondo de una piscina.
Tras la cancelación de la serie, intervino en las series The George Carlin Show y The Monroes a principios de los noventa. Representó a la madre del personaje de Cameron Diaz en la exitosa película La boda de mi mejor amigo (1997). Gracias a esa intervención, los ejecutivos de la ABC volvieron a interesarse en ella para intervenir en la comedia de situación Dharma & Greg, en la que interpretó a Kitty Montgomery entre 1997 y 2002. 
Entre 2009 y 2016 participó en la serie Castle, junto a Nathan Fillion y Stana Katic, donde interpretó el papel de Martha Rodgers, madre del escritor Richard Castle (interpretado por Fillion).
En 2018 intervino en la serie de Netflix El método Kominsky, protagonizada por Michael Douglas y Alan Arkin
El 19 de octubre de 2023 anunció que padecía cáncer de pulmón.

## Filmografía

### Televisión
| Año       | Título                                         | Personaje                         | Notas                                             |
| --------- | ---------------------------------------------- | --------------------------------- | ------------------------------------------------- |
| 1967      | The Winter's Tale                              | Perdita                           | Película de televisión                            |
| 1968      | Macbeth                                        | Third Witch                       | Película de televisión                            |
| 1970      | The Best of Everything                         | April Morrison                    | Regular de serie                                  |
| 1970–1971 | A World Apart                                  | Nancy Condon                      | Regular de serie                                  |
| 1972      | Between Time and Timbuktu                      | Nancy                             | Película de televisión                            |
| 1971–1976 | Another World                                  | Lenore Moore Curtin Delaney       | Regular de serie                                  |
| 1975      | Medical Center                                 | Joanna Courtney                   | Episodio: "No Hiding Place"                       |
| 1975      | S.W.A.T.                                       | Julia                             | Episodio: "The Vendetta"                          |
| 1975      | McMillan & Wife                                | Maggie Arnaud                     | Episodio: "Requiem for a Bride"                   |
| 1975      | Petrocelli                                     | Janet Wilson                      | Episodio: "Too Many Alibis"                       |
| 1976      | Kojak                                          | Kelly McCall                      | Episodio: "Both Sides of the Law"                 |
| 1976      | Bert D'Angelo/Superstar                        | Sharon Andress                    | Episodio: "Scag"                                  |
| 1976      | Bell, Book and Candle                          | Rosemary                          | Película de televisión                            |
| 1977      | The City                                       | Carol Carter                      | Película de televisión                            |
| 1977      | The Incredible Hulk                            | Dra. Elaina Marks                 | Piloto de película de televisión                  |
| 1976–1977 | Rich Man, Poor Man Book II                     | Maggie Porter                     | Regular de serie (20 episodios)                   |
| 1977      | Roger & Harry: The Mitera Target               | Cindy St. Claire                  | Película de televisión                            |
| 1977      | The Magnificent Magical Magnet of Santa Mesa   | C.B. Macauley                     | Película de televisión                            |
| 1977      | Having Babies II                               | Dra. Julie Farr                   | Película de televisión                            |
| 1978      | Julie Farr, M.D.                               | Dra. Julie Farr                   | Regular de serie, 7 episodios                     |
| 1978      | Deadman's Curve                                | Rainbow                           | Película de televisión                            |
| 1978      | Having Babies III                              | Dra. Julie Farr                   | Película de televisión                            |
| 1978      | The Comedy Company                             | Linda Greg                        | Película de televisión                            |
| 1978      | Killer's Delight                               | Dra. Carol Thompson               |                                                   |
| 1978      | The New Maverick                               | 'Poker' Alice Ivers               | Película de televisión                            |
| 1979      | Breaking Up Is Hard to Do                      | Diane Sealey                      | Película de televisión                            |
| 1979      | The Love Boat                                  | Dra. Emily Bradford               | Episodio: "Doc, Be Patient"                       |
| 1980      | Taxi                                           | Nora Sutton                       | Episodio: "What Price Bobby?"                     |
| 1980      | Marriage Is Alive and Well                     | Sara Fish                         | Película de televisión                            |
| 1980      | The Ordeal of Dr. Mudd                         | Frances Mudd                      | Película de televisión                            |
| 1980      | City in Fear                                   | Madeleine Crawford                | Película de televisión                            |
| 1980–1981 | It's a Living                                  | Lois Adams                        | Regular de serie; 13 episodios                    |
| 1981      | Fantasy Island                                 | Dorothy Nicholson                 | Episodio: "Perfect Husband, The/Volcano"          |
| 1983      | Cave-In!                                       | Senator Kate Lassiter             | Película de televisión                            |
| 1986      | Rage of Angels: The Story Continues            | Mary Beth Warner                  | Película de televisión                            |
| 1981–1989 | Falcon Crest                                   | Maggie Gioberti Channing          | Regular de serie (207 episodios)                  |
| 1990      | Doctor Doctor                                  | Laura Stratford                   | Episodio: "Family Affair"                         |
| 1991      | Perry Mason: The Case of the Ruthless Reporter | Twyla Cooper                      | Película de televisión                            |
| 1994      | A Perfect Stranger                             | Kaye                              | Película de televisión                            |
| 1994–1995 | The George Carlin Show                         | Kathleen Rachowski                | Recurrente; 7 episodios                           |
| 1995      | The Monroes                                    | Kathryn Monroe                    | Regular de serie (8 episodios)                    |
| 1997      | My Best Friend's Wedding                       | Isabelle Wallace                  |                                                   |
| 1997      | Two Came Back                                  | Patricia Clarkson                 | Película de televisión                            |
| 2001      | Puzzled                                        | Anabel Norton                     |                                                   |
| 1997–2002 | Dharma & Greg                                  | Kitty Montgomery                  | Regular de serie (119 episodios)                  |
| 2003      | Dead Like Me                                   | Mary Kate Hourihan                | Episodio: "Business Unfinished"                   |
| 2003      | I'm with Her                                   | Rosalyn                           | Episodio: "Meet the Parent"                       |
| 2004      | Joan of Arcadia                                | Rich Woman God                    | Episodio: "The Gift"                              |
| 2005      | Judging Amy                                    | Patricia Millhouse                | Episodios: "Hard to Get" y "Too Little, Too Late" |
| 2005-2006 | Hope & Faith                                   | Nancy Lombard                     | 4 episodios                                       |
| 2006      | Two and a Half Men                             | Dorothy                           | Episodio: "Walnuts and Demerol"                   |
| 2007      | Brothers & Sisters                             | Miranda Jones                     | Episodio: "Game Night"                            |
| 2006–2007 | The Nine                                       | Nancy Hale                        | 7 episodios                                       |
| 2009–2016 | Castle                                         | Martha Rodgers                    | Regular de serie                                  |
| 2017      | The Real O'Neals                               | Victoria Murray                   | Episodio: "The Real Secrets"                      |
| 2018–2019 | The Kominsky Method                            | Eileen                            | Recurrente                                        |
| 2018-2020 | Big Hero 6: The Series                         | Madre de Fred (Sra. Frederickson) | Voz                                               |
| 2018–2020 | Last Man Standing                              | Bonnie (Madre de Vanessa)         | 5 episodios                                       |

### Nominaciones y premios
| Año     | Otorga                               | Premio                                                              | Título           | Personaje                | Resultado |
| ------- | ------------------------------------ | ------------------------------------------------------------------- | ---------------- | ------------------------ | --------- |
| 1978    | Primetime Emmy Award                 | Actriz principal en una serie de Drama                              | Julie Farr, M.D. | Dra. Julie Farr          | Nominada  |
| 1988–89 | Soap Opera Digest Award              | Actriz principal en un Papel principal: Hora estelar                | Falcon Crest     | Maggie Gioberti Channing | Nominada  |
| 1998    | Viewers for Quality Television Award | Mejor actriz de soporte en una Serie de Comedia                     | Dharma & Greg    | Kitty Montgomery         |           |
| 1999    | Golden Globe Award                   | Mejor actriz de soporte – Serie, Miniserie o Película de televisión | Dharma & Greg    | Kitty Montgomery         | Nominada  |
| 2000    | Viewers for Quality Television Award | Mejor actriz de soporte en una Serie de Comedia                     | Dharma & Greg    | Kitty Montgomery         |           |